# Keso Dekker
Keso Dekker  (IJsselmonde, 26 februari 1946) is een Nederlands kunstenaar, auteur, theatervormgever en kostuum- enlichtontwerper voor – in het bijzonder – ballet en dans. Hij heeft meer dan 600 dansproducties vormgegeven in binnen- en buitenland.

## Eerbetoon
Keso Dekker werd in 2002 voor zijn werk tweemaal gelauwerd; hij ontving de Grote Prijs voor de Dans in Nederland, en hij kreeg de Oeuvreprijs 2002 Vormgeving van het Fonds voor beeldende kunsten, vormgeving en bouwkunst. In 2014 won hij de eerste europese Taglioni Prijs in de categorie  "Best European Ballet Designer", voor zijn productie Choreartium van het Bayerisches Staatsballett.  In 2016 werd het 19e Balletgala in het Nieuwe De la Martheater te Amsterdam, georganiseerd door de Stichting Dansfonds '79, geheel opgedragen aan Keso Dekker. Op 14 juni 2019 werden hem, na afloop van het door hem vormgegeven ballet Kleines Requiem van Hans van Manen, door de Amsterdamse wethouder van Cultuur de versierselen opgespeld van Ridder in de Orde van de Nederlandse Leeuw.

## Vormgever
Dekker studeerde neerlandistiek en kunstgeschiedenis, en was leerling van schilder en ontwerper Jean Paul Vroom. Na zijn studie werkte hij In de jaren 1960 en 1970 als kunstschilder en ontwerper van grafiek en interieurs, en vervaardigde daarbij wandschilderingen met bedrieglijke 'trompe-l'oeil'-effecten. Hij maakte tentoonstellingen over mode en kunst in het cultureel centrum De Meervaart in Amsterdam. In 1977 verzon hij met Theo Uittenbogaard, de tv-serie "Mooi", een soort kunstprogramma, die reeds na twee afleveringen door de VPRO-programmaleiding na een heftige controverse over de definitie van 'kunst' en een pennenstrijd met voor- en tegenstanders, beëindigd werd. Dekker heeft ook ruimtelijke ontwerpen gemaakt, bijvoorbeeld voor het Filmfestival Rotterdam in de Rotterdamse binnenstad. Hij ontwierp de tentoonstelling La Mode in 1986 en The Art of Devotion/Gebed in Schoonheid 1300–1500 in het Rijksmuseum Amsterdam in 1994. In juni 2018 werd de door hem vormgegeven tentoonstelling KWAB over de kwabstijl in het Rijksmuseum geopend.

## Kostuum- en decorontwerper
In 1978 ontwierp Dekker het decor en kostuums voor het ballet The Continuing Story van choreograaf Eric Hampton, uitgevoerd door het Nederlands Dans Theater. In datzelfde jaar maakte hij voor het ballet Dumbarton Oaks zijn eerste decor voor Hans van Manen, met als achterdoek een afbeelding van de sterrenhemel, zoals die op het moment van de première te zien zou zijn, als de achtermuur van de toneelopening van de Amsterdamse Stadsschouwburg het zicht erop niet zou verhinderen. Daarna werd hij de vaste kostuum- en decorontwerper van choreograaf Hans van Manen; met als resultaat zo'n 60 balletten, die nog steeds in Dekkers' vormgeving worden opgevoerd. Dekker werkte behalve met Hans van Manen samen met de toneelregisseurs Annemarie Prins, Gerardjan Rijnders en Johan Simons. Verder werkte hij met de choreografen Bianca van Dillen, Nina Wiener (Transatlantic Light), Renato Zanella (voor de Weense Opera), Bernd Bienert (Notenkraker, voor de Zürich Opera), Heinz Spoerli (Goldberg Variaties, Deutsche Oper am Rhein Düsseldorf Duisburg), Nils Christe (Before Nightfall, Opera Parijs) en met Martin Schläpfer (Musica ricercata, Tanzsuite en Pathétique voor ballettmainz, Streichquartett en Lontano voor Het Nationale Ballet, Forellenquintett, Johannes Brahms - Symphonie Nr. 2 en Ulenspiegeltänze voor het Ballett am Rhein Düsseldorf Duisburg. Bij de viering van het 50-jarig bestaan van Het Nationale Ballet in 2011 verzon Dekker een tweedaagse balletmarathon met negen wereldpremières, met werk van o.a. Hans van Manen, Christopher Wheeldon en Alexei Ratmansky. Voor de laatste ontwierp Dekker in 2012 de kostuums van Symphony nr 9, als eerste van een Sjostakovitsj-trilogie, die in 2013 in zijn geheel door het American Ballet Theatre in het Metropolitan Opera in New York werd opgevoerd. En in 2017 tijdens het Holland Festival door Het Nationale Ballet werd hernomen.
De enthousiaste recensent van de New York Times. beschreef de glanzende kostuums en decor van Dekker, gemaakt voor het ballet Voices van Alexy Ratmansky, dat in januari 2020 bij het New York City Ballet in première ging, als geraffineerd.